# Стефан Баїч (футболіст, 2001)
Стефан Баїч (фр. Stefan Bajic; 23 грудня 2001, Сент-Етьєн, Франція) — французький футболіст сербського походження, воротар «Сент-Етьєна».

## Клубна кар'єра
Є вихованцем «Сент-Етьєна». З 2018 року став виступати за другу команду. 2 травня 2018 року Стефан підписав свій перший професійний контракт з клубом. 
25 вересня 2019 року Баїч дебютував за першу команду у Лізі 1 у поєдинку проти «Меца» (0:1). 

## Збірна
З 2016 року виступав за юнацькі збірні Франції. З командою до 19 років брав участь у юнацькому чемпіонат Європи 2019 року у Вірменії, де був основним воротарем команди, зігравши у 3 з 4 іграх, не пропустивши жодного голу, і став півфіналістом турніру.